# القصبی
القصبی (به عربی: القصبی) یک منطقهٔ مسکونی در سوریه است که در استان دیر الزور واقع شده‌است. القصبی ۴٬۳۲۵ نفر جمعیت دارد.